# Zorro III
Zorro III — системная шина, используемая для установки периферийных плат в материнскую плату компьютеров Commodore Амига. Впервые была использована в 1990 в модели Amiga 3000. Разработана в Commodore International ведущим инженером Dave Haynie.

## Реализация
32-битная Zorro III заменила 16-битную шину Zorro II, используемую в предыдущей модели Amiga 2000. Это было машинно-зависимое решение, вызванное отсутствием на время разработки индустриального стандарта системной шины с приемлемой функциональностью (работы над PCI только начались в лаборатории Intel.)
Как и Zorro II, Zorro III обеспечивала горячее автоопределение устройств (аналогичная технология — Plug and Play на шине PCI), когда устройства на шине динамически резервируют ресурсы на шине во время загрузки.
Zorro III продолжила подход прямого доступа к адресному пространству, с отсутствием портов ввода-вывода, и соответственно с отображением его в адресное пространство CPU, что могло быть лимитирующим фактором для процессоров с 24-битной адресацией. С другой стороны, так как процессор имел прямой доступ к любому Zorro III устройству как к памяти, память видеокарт могла быть использована как системная.
Как асинхронная шина, Zorro III ограничивает время, за которое транзакция должна состояться. В отличие от PCI, в которой доступом к шине управляет арбитр, Zorro III для этой функции использует шинный терминатор — специальный чип на Amiga 3000 и Amiga 4000 — Buster (Bus Terminator). Это означает, что PCI может масштабироваться более просто (но, с другой стороны, это ограничивает число устройств на одной шине PCI семью) и то, что Zorro III имеет меньшую задержку и может быстрее обслуживать прерывания.
Несмотря на 32-битный дизайн, Zorro III использовала тот же 100-контактный разъём, что и Zorro II. Дополнительные линии адреса и данных получались мультиплексированием существующих сигналов и свойством сигналов быть разнесенными во времени (например, адрес предшествует данным). Это позволило использовать карты Zorro II на новой шине, причём вместе с картами Zorro III. Некоторые Zorro III карты также могли работать в режиме Zorro II.
При теоретическом потолке пропускной способности в 150 Мб/с (32-бит x 37.5 МГц) на реальных системах из-за ограничений в чипе Buster трансфер между системой и устройством Zorro III был меньше 20 Мб/с, что значительно меньше DMA-трансфера между двумя картами Zorro III. 

## Карта памяти
| Address     | Size [MByte] | Description                      |
| ----------- | ------------ | -------------------------------- |
| 0xFFFF FFFF | 16.0         | Reserved                         |
| 0xFF01 0000 | 16.0         | Reserved                         |
| 0xFF00 0000 | 64 KB        | Zorro III Configuration unit     |
| 0x8000 0000 | 2032.0       | Reserved                         |
| 0x1000 0000 | 1792.0       | Zorro III expansion space        |
| 0x0800 0000 | 128.0        | 32-Bit memory expansion space    |
| 0x0100 0000 | 112.0        | A3000 motherboard space          |
| 0x00F0 0000 | 1.0          | Motherboard ROM                  |
| 0x00E8 0000 | 0.5          | Zorro II I/O                     |
| 0x00B8 0000 | 3.0          | A2000 motherboard register space |
| 0x00A0 0000 | 1.5          | Zorro II I/O expansion space     |
| 0x0020 0000 | 8.0          | Zorro II memory expansion space  |
| 0x0000 0000 | 2.0          | Chip memory                      |

## Конструктив
Двухрядный разъём со стандартным шагом 2,54 мм, 2 х 50 контактов.
Питание:
| [ Напряжение, В] | [ Ток, А] |
| ---------------- | --------- |
| +5               | 2,0       |
| −5               | < 0,3     |
| +12              | < 8,0     |
| −12              | < 0,3     |